# Henry Wallman
Henry (Hank) Wallman (Brooklyn, 24 de janeiro de 1915 – 1992) foi um matemático estadunidense, conhecido por seu trabalho sobre teoria dos reticulados, teoria dimensional, topologia e projeto de circuitos eletrônicos.